# Huge L
Huge L, artistnamn för Kimmo Huusko, är en rappare och musikproducent från Vanda.
Huge L släppte sin första skiva 2002. Han gjorde sig känd som en aktiv självutgivande artist på den finska underground hiphop-scenen. Albumet Touché från 2008  som gavs ut på Monsp Records var Huge L:s första album att ges ut på ett skivbolag.